# Чёрный скакун (фильм)
«Чёрный скакун» (англ. The Black Stallion) — приключенческий фильм режиссёра Кэррола Бэлларда, выпущенный в 1979 году. Основан на одноимённом романе Уолтера Фарли.

## Сюжет
Мальчик Алек Рамсей во время путешествия в 1946 году на корабле «Drake» вдоль берегов Северной Африки увидел на борту чёрного скакуна, которого несколько людей пытались с трудом усмирить. Стащив несколько кусочков сахара, Алек угощает ими коня, пока его с поличным не застукивает сам хозяин коня и не наказывает его. Вечером того же дня отец мальчика, заядлый картёжник, разложив перед ним выигрыш за день, дарит сыну перочинный ножик и статуэтку коня чёрного цвета и рассказывает историю о Буцефале и усмирившем его Александре Македонском. Ночью начинается кораблекрушение, и Алек с отцом выбираются на верхнюю палубу. Отец отправляется на помощь команде судна, а Алек, услышав ржание, открывает дверь и видит коня привязанным множеством верёвок для усмирения. Однако в следующий момент на мальчика опять нападает хозяин лошади и при помощи ножа срезает с него спасательный жилет. Конь в это время вырывается и весь в верёвках выпрыгивает за борт. Отец Алека бросается ему на помощь, но мальчика выбрасывает за борт. Корабль тонет, а мальчик спасается, лишь заметив коня и ухватившись за одну из верёвок, свисающих с него.
На следующее утро Алек приходит в себя на берегу острова и начинает исследовать его, надеясь найти выход из сложившейся ситуации. Никого не найдя, он начинает самостоятельно добывать себе пищу и огонь и постоянно встречает на острове того самого чёрного скакуна, который однажды даже спасает сонного мальчишку от кобры, растоптав её копытами. Постепенно конь и мальчик находят общий язык: они теперь вместе и днём, и ночью. Однажды во время купания с конём Алек находит способ взобраться на него и много времени проводит в прогулках верхом. Однажды он замечает лодку с иностранными моряками, которые подбирают его и пристают к берегу. Мальчик, свистом подозвав коня, пытается знаками объяснить морякам, что без него не уйдёт, но иностранцы силой забирают парня с собой. Конь же бросается в воду и плывёт за ними, и морякам ничего не остаётся, как поднять его на борт вместе с мальчишкой.
И вот Алек уже с матерью в своём доме, на лужайке у которого пасётся тот самый жеребец. Однажды конь сбегает, и мальчик проводит в поисках его целый день и лишь на следующее утро узнаёт от негра-старика, где искать любимца. Он находит его в чужом амбаре, на шум приходит хозяин, Генри Дейли, бывший жокей, который упрямо говорит, что конь его, но видя, как последний присмирел рядом с мальчиком, уступает. Алек понимает, что Чёрному, как он назвал коня, нравится это место, и Генри соглашается оставить его у себя, если мальчик вычистит для любимца конюшню. Во время уборки мальчик обнаруживает закрытую комнату, в которой находит множество фотографий призов и кубков, в том числе и «Лучшему тренеру года».
Между делом Алек спрашивает у Генри, может ли Чёрный выступать на скачках, и узнаёт, что нет, так как отсутствуют на него документы. Однако вскоре они начинают тренировать коня, при этом старик обучает и мальчика премудростям жокейской профессии. Вскоре ночью они привозят Чёрного на ипподром, где устраивают пробный побег, во время которого Алек выступает в роли жокея. Скакун показывает отличные результаты, и во время разговора со своим старым приятелем Генри решает всё-таки выставить коня на скачки, на заезд с двумя текущими чемпионами, несмотря на его буйный нрав и отсутствие документов. Чтобы добиться разрешения на выступление, однажды дождливой ночью Генри встречается на ипподроме с рёпортёром Джимом Невиллом, признанным экспертом в мире скачек. Несмотря на непогоду, Чёрный с Алеком, знающим, что это единственный шанс, показывают великолепный результат, и Джим соглашается помочь выставить коня на скачки.
Алек с Генри пытаются убедить мать мальчика разрешить ему выступать жокеем в этом заезде, но она отказывает им. Лишь разговор по душам с сыном убеждает её изменить своё решение. Мальчик, несмотря на насмешки и придирки жокеев-конкурентов, и Чёрный, несмотря на рану ноги, полученную перед самым стартом, выигрывают заезд.

## В ролях
| Актёр         | Роль        |
| ------------- | ----------- |
| Келли Рено    | Алек Рамсей |
| Микки Руни    | Генри Дейли |
| Тери Гарр     | мать Алека  |
| Хойт Экстон   | отец Алека  |
| Майкл Хиггинс | Джим Невилл |

## Награды и номинации
| Год  | Премия                                      | Категория                                        | Имя            | Результат |
| ---- | ------------------------------------------- | ------------------------------------------------ | -------------- | --------- |
| 1980 | Оскар                                       | Премия за особые достижения — За звуковой монтаж | Алан Сплет     | Победа    |
| 1980 | Оскар                                       | Лучшая мужская роль второго плана                | Микки Руни     | Номинация |
| 1980 | Оскар                                       | Лучший монтаж                                    | Роберт Далва   | Номинация |
| 1980 | Золотой глобус                              | Лучшая музыка к фильму                           | Кармин Коппола | Номинация |
| 1981 | BAFTA                                       | Лучшая операторская работа                       | Калеб Дешанель | Номинация |
| 1980 | American Cinema Editors                     | Лучший монтаж фильма                             | Роберт Далва   | Номинация |
| 1980 | Американское общество кинооператоров        | Лучшая операторская работа                       | Калеб Дешанель | Номинация |
| 1980 | Los Angeles Film Critics Association Awards | New Generation Award                             | Кэррол Баллард | Победа    |
| 1979 | Los Angeles Film Critics Association Awards | Лучшая операторская работа                       | Калеб Дешанель | Победа    |
| 1979 | Los Angeles Film Critics Association Awards | Лучшая музыка                                    | Кармин Коппола | Победа    |